# 3472-es busz
A 3472-es jelzésű autóbuszvonal helyközi autóbuszjárat Eger és Parádsasvár között, melyet a Volánbusz Zrt. lát el.

## Közlekedése
A járat Egert és Parádsasvárt köti össze a Mátrán keresztül. Menetideje 1 és 1,5 óra között változik a különböző útvonalak miatt. Több járat betér Bodonyba, Parádóhutára is. A járat megáll kisebb községek, települések megállóhelyein, autóbusz-várótermeinél, központjában is.

## Megállóhelyei
| 0  | Eger, Tompa utca végállomás           | 40 | 3, 3A, 6, 11, 12, 13, 14, 16, 914 1050, 1051, 1053, 1054, 1343, 1348, 1362, 1380, 1402, 1427, 1466, 1517 3400, 3402, 3408, 3410, 3411, 3414, 3423, 3424, 3426, 3430, 3431, 3432, 3433, 3434, 3435, 3436, 3440, 3441, 3442, 3443, 3444, 3445, 3446, 3448, 3479, 3482, 3484, 3667, 4015, 4157 |
| 1  | Eger, Vasútállomás bejárati út        | 39 | 11, 12, 13, 14 1050, 1051, 1053, 1054, 1343, 1346, 1348, 1362, 1380, 1402, 1427, 1466, 1517 3400, 3402, 3408, 3410, 3411, 3414, 3423, 3424, 3426, 3430, 3431, 3432, 3433, 3434, 3435, 3436, 3440, 3441, 3442, 3443, 3444, 3445, 3446, 3448, 3479, 3482, 3484, 3667, 4015, 4157 személyvonat, Agria InterRégió |
| 2  | Eger, autóbusz-állomás végállomás     | 38 | 2, 2A, 4, 5, 5A, 6, 7, 7A, 11, 12, 14, 16, 17, 914 1049, 1050, 1051, 1052, 1053, 1054, 1343, 1344, 1346, 1347, 1348, 1349, 1351, 1352, 1354, 1362, 1380, 1383, 1426, 1427, 1428, 1447, 1448, 1466, 1468, 1517 3400, 3402, 3403, 3404, 3405, 3405, 3406, 3407, 3408, 3409, 3410, 3411, 3412, 3414, 3415, 3416, 3417, 3418, 3419, 3420, 3423, 3424, 3426, 3430, 3431, 3432, 3433, 3434, 3435, 3436, 3440, 3441, 3442, 3443, 3444, 3445, 3446, 3448, 3450, 3455, 3456, 3457, 3458, 3462, 3469, 3470, 3471, 3473, 3474, 3476, 3479, 3480, 3481, 3482, 3483, 3484, 3488, 3604, 3660, 3667, 4012, 4014, 4015, 4018, 4021, 4157 |
| 3  | Eger, Bartakovics út                  | ∫  | 4, 13, 113 1347, 1349, 1351, 1352, 1383, 1447 3400, 3402, 3403, 3408, 3409, 3410, 3411, 3412, 3435, 3454, 3470, 3471, 3473, 3474, 3476, 3479, 3481, 3482, 3483, 3484, 3488, 4157 |
| ∫  | Eger, Baktai út                       | 37 | 7, 7A, 17 1347, 1349, 1351, 1352, 1354, 1447, 1448 3454, 3470, 3471, 3474, 3476, 3479, 3480, 3482, 3483, 3484 |
| 4  | Eger, Mester utca                     | 36 | 3471, 3474, 3476, 3479, 3480, 3482, 3483, 3484, 3488 |
| ∫  | Eger, Keverőtelep                     | 35 | 1352, 1354 3474, 3479, 3480, 3482, 3484, 3488 |
| 5  | Eger, Töviskesvölgy                   | 34 | 1349, 1354 3470, 3471, 3473, 3474, 3476, 3479, 3480, 3482, 3483, 3484, 3488 |
| 6  | Egerbakta, Tető                       | 33 | 1347, 1349 3470, 3471, 3473, 3474, 3476, 3479, 3480, 3482, 3483, 3484, 3488 |
| 7  | Egerbakta, Egri út 14.                | 32 | 1347, 1349, 1351, 1352, 1354 3470, 3471, 3473, 3474, 3476, 3479, 3480, 3482, 3483, 3484, 3488, 3604 |
| 8  | Egerbakta, autóbusz-váróterem         | 31 | 1347, 1349, 1351, 1352, 1354, 1447, 1448 3470, 34721, 3473, 3474, 3476, 3479, 3480, 3482, 3483, 3484, 3488, 3604 |
| 9  | Egerbakta, Rábcavölgyi erdészház      | 30 | 1352, 1354 3470, 3471, 3473, 3474, 3476, 3482 |
| 10 | Sirok, Rozsnoki völgy                 | 29 | 3470, 3471, 3473, 3474, 3476, 3482 |
| 11 | Sirok, Széchenyi út 112.              | 28 | 3470, 3471, 3473, 3474, 3476, 3482, 3604 |
| 12 | Sirok, Központ                        | 27 | 1046, 1352, 1354, 1447, 1448 3462, 3463, 3470, 3471, 3473, 3474, 3476, 3482, 3490, 3491, 3604, 3656 |
| 13 | Sirok, Nyírjes út (lakótelepi átjáró) | 26 | 1046, 1352, 1354, 1447, 1448 3462, 3470, 3471, 3473, 3474, 3476, 3482, 3490, 3491, 3604 |
| 14 | Sirok, Dallapuszta                    | 25 | 1352, 1354 3470, 3471, 3474, 3491 |
| 15 | Recsk, kőbánya bejárati út            | 24 | 1046, 1352, 1354, 1447, 1448 3470, 3471, 3474, 3491, 3604 |
| 16 | Recsk, mátraderecskei elágazás        | 23 | 1046, 1352, 1354, 1447, 1448 3034, 3470, 3471, 3474, 3491, 3492, 3494, 3565, 3566, 3604, 3656 |
| 18 | Recsk, OTP                            | 22 | 1046 3034, 3470, 3471, 3491, 3492, 3494, 3565, 3566, 3604, 3656 |
| 19 | Recsk, Kossuth utca 45.               | 21 | 1046 3034, 3470, 3471, 3491, 3492, 3494, 3565, 3566, 3604, 3656 |
| 20 | Recski Ércbánya bejárati út           | 20 | 1046 3034, 3470, 3471, 3491, 3492, 3494, 3565, 3566, 3604, 3656 |
| 21 | Parádfürdő, Kórház                    | 19 | 1046, 1515 3034, 3470, 3471, 3491, 3492, 3494, 3565, 3566, 3567, 3604, 3656 |
| 22 | Parád, Alsó                           | 18 | 1046 3034, 3470, 3471, 3491, 3492, 3494, 3565, 3566, 3567, 3656 |
| 23 | Parád, Gyopár                         | 17 | 1046 3034, 3470, 3471, 3491, 3492, 3494, 3565, 3566, 3567, 3604, 3656 |
| 24 | Parád, Fáy iskola                     | 16 | 1046 3034, 3470, 3471, 3491, 3492, 3494, 3565, 3566, 3567, 3656 |
| 25 | Parád, Parádóhutai elágazás           | 15 | 3494, 3567 |
| 26 | Parádóhuta, Templom                   | 14 | 3494, 3567, 3569 |
| 27 | Parádóhuta, harangláb                 | 13 | 3494, 3567, 3569 |
| 28 | Parádóhuta, Templom                   | 12 | 3494, 3567, 3569 |
| 29 | Parád, Parádóhutai elágazás           | 11 | 3494, 3567 |
| 30 | Parád, Központ végállomás             | 10 | 1046, 1515 3034, 3470, 3471, 3491, 3492, 3494, 3565, 3566, 3568, 3569, 3604, 3656 |
| 31 | Parád, bodonyi elágazás               | 9  | 3492, 3494 |
| 32 | Bodony, Újtelep                       | 8  | 3471, 3492, 3494, 3566, 3568, 3656 |
| 33 | Bodony, Italbolt végállomás           | 7  | 3471, 3492, 3494, 3566, 3568, 3656 |
| 34 | Bodony, Újtelep                       | 6  | 3471, 3492, 3494, 3566, 3568, 3656 |
| 35 | Parád, bodonyi elágazás               | 5  | 3492, 3494 |
| 36 | Parád, Felső                          | 4  | 1046 3471, 3491, 3492, 3494, 3565, 3568, 3656 |
| 37 | Parád, fényespusztai elágazás         | 3  | 1046 3471, 3491, 3492, 3494, 3565, 3568, 3656 |
| 38 | Parádsasvári, elágazás                | 2  | 1046, 1515 3471, 3491, 3492, 3494, 3565, 3568, 3604, 3656 |
| 39 | Parádsasvár, Csevice                  | 1  | 3471, 3491, 3494, 3565, 3568, 3569 |
| 40 | Parádsasvár, Kossuth út               | ∫  | 3471, 3494, 3568 |
| 41 | Parádsasvár, Községháza végállomás    | 0  | 3471, 3491, 3494, 3565, 3568, 3569 |